# Cesare Cancellieri
Cesare Cancellieri (Mantova, 17 settembre 1937 – Mantova, 7 dicembre 2002) è stato un docente italiano.
(Alberto Cappi, a cesare cancellieri, da La bontà animale, I quaderni del circolo degli artisti, Faenza 2006.)

## Biografia

### Didattica della Matematica
Cesare Cancellieri, docente di Scienze Matematiche,  insegnò nelle scuole medie statali a Marcaria, a Castellucchio e a Mantova.
Si distinse nella sperimentazione di metodologie innovative nell'insegnamento della matematica.
Creò un Laboratorio Informatico, fin dalla prima diffusione dei computer, presso la Scuola Media Statale  "Maurizio Sacchi"  di Mantova,  con la finalità di introdurre nella didattica le nuove tecnologie e di coinvolgere l'alunno nel processo di apprendimento.
Nel maggio 1980 con le sue classi realizzò Tangram Pangrammi, applicando all'insegnamento della Geometria l'utilizzo del famoso gioco di origine cinese, Tangram, che prevede la divisione del quadrato in sette forme geometriche e la ricostruzione di esso o di altre figure, usando tutti i sette pezzi senza sovrapposizioni. Ogni singolo pezzo è chiamato 'tan' e ogni figura composta 'tangram'.
Nel 1981 ideò e promosse la mostra Madam I'm Adam, titolo costituito da un Palindromo, su giochi didattici matematici-logici-linguistici.
In collaborazione con l'Assessorato alla Cultura del Comune di Mantova, nel 1987 pubblicò Quello che tutti vorrebbero sapere sui numeri primi ma non hanno il coraggio di chiedere; nel 1991, Abbondanti zeri...Dizionario dei numeri naturali e, nel 1993, Errore è bello.
Nel 1991 fu tra i fondatori dell'Associazione Informatica e Didattica di Mantova e diresse numerosi corsi e seminari di studio.

### Attività culturale
Cesare Cancellieri svolse un'importante attività culturale come Presidente, dal 1972 al 1980, del Circolo Ottobre di Mantova, un gruppo politico-culturale, fondato da Lotta Continua.
Nel 1974, curò per il Circolo Ottobre la pubblicazione dei testi di conferenze sul tema "Le Istituzioni dello Stato", tenutesi a Mantova fra gennaio e marzo 1974.
Dal 1977 al 1980 fu responsabile del periodico L'Ottobre, un bollettino "trimestrale di politica culturale", regolarmente iscritto nel registro della stampa del tribunale di Mantova, che presentava spettacoli, manifestazioni, convegni e altre iniziative promosse dal Circolo.
Furono chiamati ad esibirsi a Mantova, fra i molti gruppi teatrali d'avanguardia, Memè Perlini, il Carrozzone (noto poi come Magazzini Criminali)
il Bread & Puppet Theater 
l'Odin Teatret
La Gaia Scienza, il duo Dal Bosco-Varesco e il Living Theatre. Sul quotidiano cittadino Gazzetta di Mantova, a nome del Circolo Ottobre, l'amico e critico letterario mantovano Gino Baratta commentava gli eventi.

### Opere di Serigrafia
Cesare Cancellieri realizzò anche un'ampia produzione di opere grafiche, manifesti, locandine, copertine di libri e di riviste per la presentazione delle esperienze culturali promosse nella città di Mantova in quegli anni. La tecnica utilizzata fu la Serigrafia. Per l'interesse documentario la Biblioteca Teresiana di Mantova, di proprietà del Comune, acquisì nell'agosto 1996 del materiale (circa un migliaio di pezzi) del Fondo Collettivo grafico Circolo Ottobre e Studio Grafico CCCP (Cesare Cancellieri e Carlo Poltronieri); il materiale è stato oggetto di una catalogazione informatizzata.

## Premio Cesare Cancellieri
Nel 2008 è stato istituito il Premio Nazionale Cesare Cancellieri a cadenza biennale.
Il Bando del Concorso è indirizzato a insegnanti e studenti di tutte le scuole italiane di ogni ordine e grado.